# 周细胞
周细胞（pericyte）又稱外被細胞，舊名 Rouget氏細胞，是與微血管的血管壁結合的一類細胞，類似於血管平滑肌細胞，因定位於毛細血管及微血管基膜周圍而得名。周細胞最初被證明與血管收縮，調控局部微血管的血流量有關。調控血管生成及促進血管成熟等功能則被陸續認知，並且發現多種微血管病變伴隨著周細胞結構及功能的異常。同時又發現周細胞有助於維持大腦的穩態和止血功能，並且維持血腦屏障。中樞神經系統中缺乏周細胞則可以導致血腦屏障的破壞。此外，周細胞是神經血管單位 (包括內皮細胞、星形膠質細胞和神經元) 的關鍵組成部分，故而周細胞的調控受到廣泛關注，但是許多機制仍然未能闡明。

## 歷史
19世紀，Rouget首次提出周細胞的概念，即包繞在微靜脈及毛細血管基膜的一類壁細胞，故而周細胞又可被稱為Rouget氏細胞。隨後齊默爾曼 (Zimmermann) 則根據周細胞位於血管周圍的特性，將其命名為周細胞，並且沿用至今。周細胞最初被指與血管收縮及調控局部微血管管流量有關。之後的研究則發現周細胞與血管內皮細胞之間通過緊密的連接，可以影響着血管生成、血腦屏障通透性、脈管系統穩定性，以及細胞遷移與細胞分化等過程；並且可參與調節人體生理及病理的過程，故而與微血管屏障相關疾病的關係十分密切。在不同組織中的周細胞，其作用也存在着差異。

## 結構
在中樞神經系統中，周細胞包裹著毛細管內部的內皮細胞。相對於內皮細胞的扁平且細長的細胞核，因周細胞擁有着突出且呈圓形的細胞核，故而很容易就會區分這兩種類型的細胞。周細胞還伸出手指狀的延伸物，並且纏繞在毛細血管壁上，使細胞可以調節毛細血管的血流。周細胞和內皮細胞共享着基底膜，並且在基底膜上形成多種細胞間連接。這允許周細胞和鄰近的細胞進行離子及其他小分子的交換。此外，多種整聯蛋白分子促進了周細胞與被基底膜分隔的內皮細胞之間的通訊。這些細胞間連接部分中的重要分子包括N-鈣粘蛋白、纖連蛋白、連接蛋白及各種整合素。在基底膜的某些區域可以發現由纖連蛋白組成的粘着斑，而粘附斑則有助於基底膜與肌動蛋白組成的細胞骨架結構，以及周細胞和內皮細胞質膜的連接。

## 起源
目前認為不同組織器官的周細胞可能具有不同的胚胎起源。在胚胎發生過程中，周細胞來源於軸旁中胚層與側中胚層 (更準確是來自胚臟壁與體節)。Pouget等通過體節異體移植實驗證實了主動脈周細胞主要來源於體節。Cappellari等總結了主動脈流出道、頭部及胸腺的周細胞來源於神經脊，而內臟血管的周細胞來源於間皮細胞，即覆蓋在胸膜、腹膜及心包膜的單層扁平上皮。有研究人員認為周細胞與血管平滑肌細胞同屬於血管壁細胞，起源於間充質幹細胞。Yamanishi等通過動物實驗進一步證實了神經脊細胞在周細胞的形成中扮演重要角色，提示周細胞的異質性與組織器官及細胞所依賴的微環境密切相關。

## 功能

### 骨骼肌再生和脂肪形成
骨骼橫紋肌中的周細胞有着兩個不同的種群，每個種群都有各自的作用。 第一個周細胞亞型可以分化為脂肪細胞，而另一個則可以分化為肌肉細胞。 第一個周細胞亞型的特徵是對巢蛋白（PDGFRβ+ CD146 + Nes-）呈陰性反應，第二個周細胞亞型的特徵是對巢蛋白（PDGFRβ+ CD146 + Nes +）呈陽性反應。 雖然兩種的周細胞亞型都能夠響應由甘油或氯化鋇誘導的損傷而進行增殖，但是1型周細胞僅響應於甘油的注射而產生成脂細胞，目前其參與脂肪積累的程度尚不清楚。2型周細胞則響應由甘油或氯化鋇誘導的損傷而變為成肌細胞。

### 血管生成與內皮細胞的存活
周細胞允許與內皮細胞進行分化與繁殖，以及形成血管分支。某些被稱為微血管周細胞 (microvascular pericytes) 的周細胞會在毛細血管壁周圍生長，並且有助於發揮這種功能。微血管周細胞可能不是具有收縮性的細胞，因為它們缺乏α-肌動蛋白同工型 (alpha-actin isoforms) ，以及在其他具收縮性的細胞中常見的結構。這些細胞通過間隙連接與內皮細胞進行信息傳遞，繼而引起內皮細胞增殖或者被選擇性地抑制。如果這個過程沒有發生，可能會發生增生且異常的血管形態。這些類型的周細胞還可以吞噬外源蛋白 (exogenous proteins) 。這表明其可能源自小膠質細胞。
目前已經提出了周細胞與其他細胞類型的譜系關係，包括平滑肌細胞 、神經細胞、少突先驅膠質細胞 、肌細胞、脂肪細胞、成纖維細胞及其他間充質幹細胞。然而，這些細胞是否彼此分化是一個懸而未決的問題。周細胞的再生能力會受衰老影響。這種多功能性是有益的，因為它們可以主動重塑整個身體的血管，從而可以與局部組織環境均勻融合。除了生成和重塑血管外，還發現周細胞可通過細胞凋亡或細胞毒性成分保護內皮細胞免於死亡 。
有體內研究表明，周細胞釋放一種稱為周細胞氨基肽酶N/pAPN (pericytic aminopeptidase N/pAPN) 的激素，該激素可能促進血管生成。然而必須存在星形膠質細胞以確保周細胞與內皮細胞保持接觸，否則不會發生適當的血管生成。
另外，科研人員已經發現周細胞有助於內皮細胞的存活，因為它們在細胞串擾期間分泌BCL2L2蛋白。BCL2L2蛋白是該通路中的一種工具蛋白 (instrumental protein) ，可以增強VEGF-A的表達並阻止細胞凋亡 。儘管對於為何血管內皮生長因子能直接負責預防細胞凋亡有一些推測，但據信它是負責調節細胞凋亡信號轉導途徑，並且抑制着酶 (會誘導細胞凋亡) 的活化。血管內皮生長因子實現此目的的兩個生化機制是細胞外調節激酶1（ERK-1）的磷酸化，該激酶可維持細胞的存活，並且抑制着應激激活的蛋白激酶/c-jun-NH2激酶 (stress-activated protein kinase/c-jun-NH2 kinase) ，因為該激酶會促進細胞凋亡。

### 血腦屏障
周細胞對循環系統和中樞神經系統之間選擇性滲透空間的形成和功能起著至關重要的作用。由內皮細胞組成的空間被稱為血腦屏障，可以確保大腦和中樞神經系統的保護和正常功能。儘管普遍認為星形膠質細胞對於血腦屏障的形成至關重要，但是現在已經發現周細胞在很大程度上也起著相同作用。周細胞不僅負責內皮細胞之間緊密連接的形成及囊泡運輸，還會通過抑制中樞神經系統免疫細胞的作用（因為可能會破壞血腦屏障的形成），並且減少表達可能會增加血管通透性的分子，從而允許血腦屏障的形成。除了形成血腦屏障外，周細胞還控制着血管內以及血管與大腦之間的血流量，並且發揮積極作用。在具有較低周細胞覆蓋率的動物模型中，分子以較高的頻率跨越內皮細胞進行運輸，從而使蛋白質進入大腦 。理論上，周細胞的喪失或功能障礙也會令血腦屏障受到破壞而導致神經退行性疾病，例如阿茲海默症、帕金森氏症及肌萎縮性脊髓側索硬化症等。

### 血流量
周細胞可以調節血流。對於視網膜，已經有研究表明周膜改變其膜電位且引起鈣流入的時候，周細胞就會收縮毛細血管。在大腦中，則會在上游小動脈發生擴張之前，通過誘導周細胞擴張毛細血管，以增加局部的血流量，從而使小動脈出現擴張。然而，這是具有爭議性的。最近進行的一項研究聲稱周細胞不會表達收縮蛋白 （contractile proteins），並且不能在體內收縮 ，儘管該研究被批評使用了高度不符合常規的周細胞定義，該定義明確地排除了周細胞收縮的可能性。目前認為有不同的信號通路調節着周細胞對毛細血管的收縮，以及平滑肌細胞對小動脈的收縮。周細胞對維持血液循環很重要。在一項涉及缺乏周細胞成年小鼠的研究中，由於內皮細胞和周細胞的缺失，腦血流量會減少，同時發生血管退化。有研究指出缺乏周細胞的小鼠海馬體中明顯出現缺氧的情況增多，並且發炎，同時有着嚴重的學習和記憶障礙。

## 臨床顯著性
由於周細胞在維持和調節內皮細胞結構和血流中有着關鍵的作用，因此在許多病理中都可以看到周細胞的功能異常。 它們可能過量存在，導致高血壓和形成腫瘤等疾病，或者在缺乏周細胞時導致神經退行性疾病。

### 血管瘤
血管瘤的臨床階段具有生理差異。在血管瘤增生的早期（0-12個月），腫瘤會表達增殖細胞核抗原（proliferating cell nuclear antigen）、血管內皮生長因子和IV型膠原酶，前兩者位於內皮和周細胞中，後者位於內皮中。血管標誌物CD31、血管性假血友病因子（vWF）和平滑肌肌動蛋白（即周細胞的標誌物）在增生期和退化期均存在，但在病灶完全退化後消失 。

### 血管周皮細胞瘤

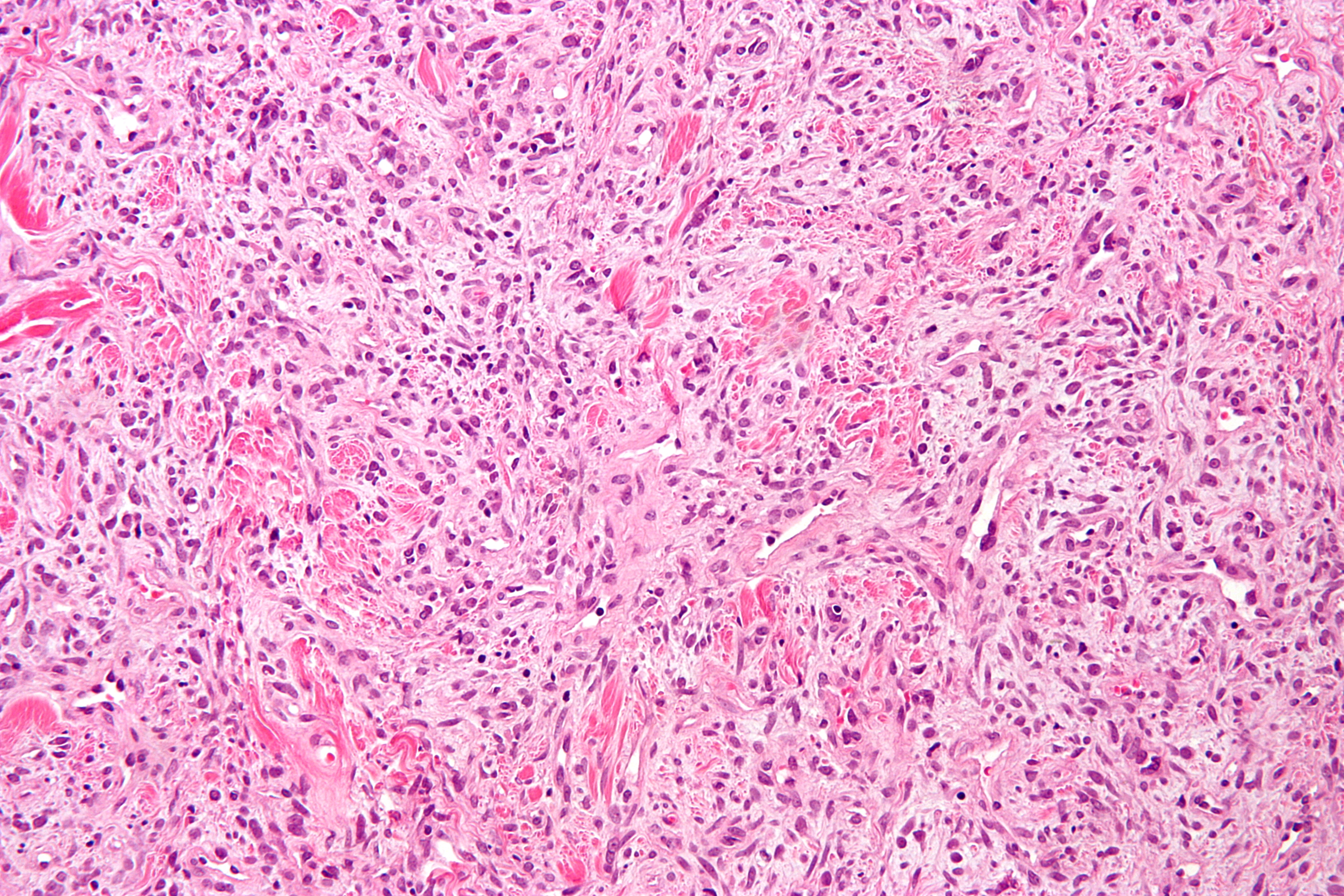
血管周皮細胞瘤

血管周皮細胞瘤是一種罕見的血管腫瘤，可以是良性或惡性的腫瘤，可能會以惡性形式轉移到肺部、肝部、腦部和四肢。 通常在年齡較大的個體中發現，然而在兒童中也發現這種情況。由於無法使用光學顯微鏡將周細胞與其他類型的細胞區分開，因此難以診斷該腫瘤。血管周皮細胞瘤的治療可能涉及手術切除和放射治療，具體取決於骨滲透的水平，以及腫瘤發展的階段。

### 糖尿病性視網膜病變
糖尿病患者的視網膜經常表現出周細胞減少的情況，並且這種減少是糖尿病性視網膜病早期階段的特徵性因素。有研究發現在糖尿病患者中，周細胞對於保護視網膜毛細血管的內皮細胞至關重要。隨著周細胞的減少，毛細血管中會形成微動脈瘤，視網膜或會增加其血管通透性，從而通過黃斑水腫導致眼睛腫脹，抑或形成一些滲透到眼睛玻璃體膜中的新血管。最終的結果是視力下降或視力喪失 。雖然目前不清楚為何糖尿病患者的周細胞會減少，但有研究人員聲稱是由於有毒的山梨糖醇和糖化終產物在周細胞中積累。細胞內山梨糖醇和果糖的積累導致滲透失衡，繼而導致細胞損傷。高葡萄糖水平的存在還導致糖化終產物的積累，這同樣會損害周細胞 。

### 糖尿病腎病
周細胞位於腎臟管狀系統中，而腎小球內繫膜細胞 （以下簡稱內繫膜細胞) 和足細胞都是特殊周細胞樣細胞，因為它們對維持腎小球結構及穩定腎小球功能均有重要作用。基於內繫膜細胞對腎小球血流量及濾過率的調節，其被認為是由未成熟的周細胞分化而來，而足細胞則來源於周細胞有絲分裂。在一些模型中已證實內繫膜細胞功能障礙是糖尿病腎病 (DN) 發生及發展的關鍵因素。在動物模型中發現，當足細胞損失超過20%，將導致不可逆性的腎小球損傷，其主要表現為白蛋白尿、腎小球硬化及腎小管間質纖維化，最終引致終末期腎功能衰竭。內繫膜細胞與周細胞失衡、內繫膜細胞增多及足細胞減少均會加重DN。因此，抑制周細胞分化為內繫膜細胞，同時促進周细胞有絲分裂產生更多足細胞是DN治療的新思路。

### 神經退行性疾病
有研究發現大腦中的周細胞丟失會導致神經退行性疾病和神經炎症。已衰老的大腦中，周細胞的凋亡可能是生長因子與周細胞受體之間傳遞訊息失敗的結果。血小板衍生生長因子B（PDGFB）從腦血管中的內皮細胞釋放出來，並且與周細胞上PDGFRB的受體結合，從而開始細胞的增殖。來自阿茲海默症及肌萎縮性脊髓側索硬化症患者的人體組織的化學研究顯示，患者體內出現周細胞的喪失和血腦屏障的破壞。與具有正常周細胞覆蓋和阿茲海默症突變的小鼠相比，缺乏周細胞且具有阿茲海默症引起的突變的小鼠模型，其阿茲海默症的症狀加劇了。

### 中風
在患者出現中風的情況下，周細胞會收縮腦毛細血管且死亡。這可能導致血流量長期減少及血腦屏障的功能喪失，從而增加神經細胞的死亡。

## 研究

### 內皮細胞和周細胞的相互作用
內皮細胞和周細胞是相互依存的，因此兩個細胞之間無法正常傳遞信息會導致許多疾病。內皮細胞和周細胞之間存在幾種傳遞信息的途徑。首先是由內皮細胞介導的轉化生長因子信號傳導。這對於周細胞分化至關重要 ，而血管生成素1和Tie-2信號則對內皮細胞的成熟和穩定至關重要 。來自內皮細胞的血小板衍生生長因子信號通路募集周細胞，因此周細胞可以遷移到生長中的血管。如果該途徑被阻斷，將導致周細胞的數量減少 。鞘氨醇-1-磷酸信號轉導因通過G蛋白偶聯受體的通訊而有助於募集周細胞。 鞘氨醇-1-磷酸是通過GTPases發出信號，從而促進N-鈣粘蛋白向內皮膜的轉運，並且加強與周細胞的聯繫 。內皮細胞和周細胞之間的通訊很重要，抑制PDGF途徑會導致周細胞的數量減少。不僅會導致內皮增生，還會令連接出現異常及造成糖尿病性視網膜的營養不良。周細胞的缺乏也會引致血管內皮生長因子的表達上調，從而導致血管出現滲漏和出血。另外，血管生成素2可以作為Tie-2的拮抗劑 ，使內皮細胞不穩定，可能導致腫瘤的形成。這解釋了少量內皮細胞和周細胞的相互作用。與抑制PDGF途徑相似，血管生成素2降低周細胞水平，導致糖尿病性視網膜病變。

### 瘢痕
星形膠質細胞通常與中樞神經系統的瘢痕形成過程有關，形成神經膠質瘢痕。有學者提出，周細胞亞型會以與神經膠質無關的方式參與這種瘢痕形成。它們通過分化為成肌纖維細胞及細胞外基質 ，促進了神經膠質瘢痕的形成。然而，這仍然是具有爭議性的。因為最近的研究表明，這些疤痕研究中的細胞類型可能不是周細胞，而是成纖維細胞。